# Сарвазел (Сату Маре)
Сарвазел (рум. Sărvăzel) насеље је у Румунији у округу Сату Маре у општини Пир. Oпштина се налази на надморској висини од 164 m.

## Становништво
Према подацима из 2002. године у насељу је живело 175 становника.

### Попис2002.
| Расподела становништва по националности 2002.‍ | Расподела становништва по националности 2002.‍ | Расподела становништва по националности 2002.‍ | Расподела становништва по националности 2002.‍ | Расподела становништва по националности 2002.‍ |
| --------------------------------------------- | --------------------------------------------- | --------------------------------------------- | --------------------------------------------- | --------------------------------------------- |
|                                               |                                               |                                               |                                               |                                               |
| Румуни                                        | Румуни                                        |                                               | 164                                           | 94,8%                                         |
| Роми                                          | Роми                                          |                                               | 9                                             | 5,2%                                          |